# Estación Godoy Cruz
Godoy Cruz es una estación ferroviaria ubicada en la ciudad homónima, en el departamento homónimo, Provincia de Mendoza, República Argentina.

## Historia
La estación San Vicente figuraba ya en los horarios del Ferrocarril Gran Oeste Argentino, que había fijado en su recorrido esta parada, hacia 1887. El 1 de agosto de 1901 el gran Oeste Argentino habilitó el ramal de General Gutiérrez a Maipú y Luján de Cuyo, y al año siguiente, dado el aumento en la demanda, se elevaron las vías para instalar el puente en el cruce de la Av. San Martín. Este fue el puntapié de una extensa etapa de servicios locales de pasajeros, corriendo además desde 1903 por el Circuito Guaymallén y a partir de 1908 por el de Rivadavia hasta Alto Verde, completándose en 1912 desde Luján de Cuyo a Mendoza, por Mayor Drummond. Cualesquiera de estos trenes se detenían en la estación San Vicente (desde 1902 denominada Godoy Cruz).
la estación fue Reinaugurada el 28 de febrero de 2012, junto con el resto de las estaciones de la línea. Es una estación intermedia del servicio que une Estación Gutiérrez y Estación Mendoza.

## Imágenes

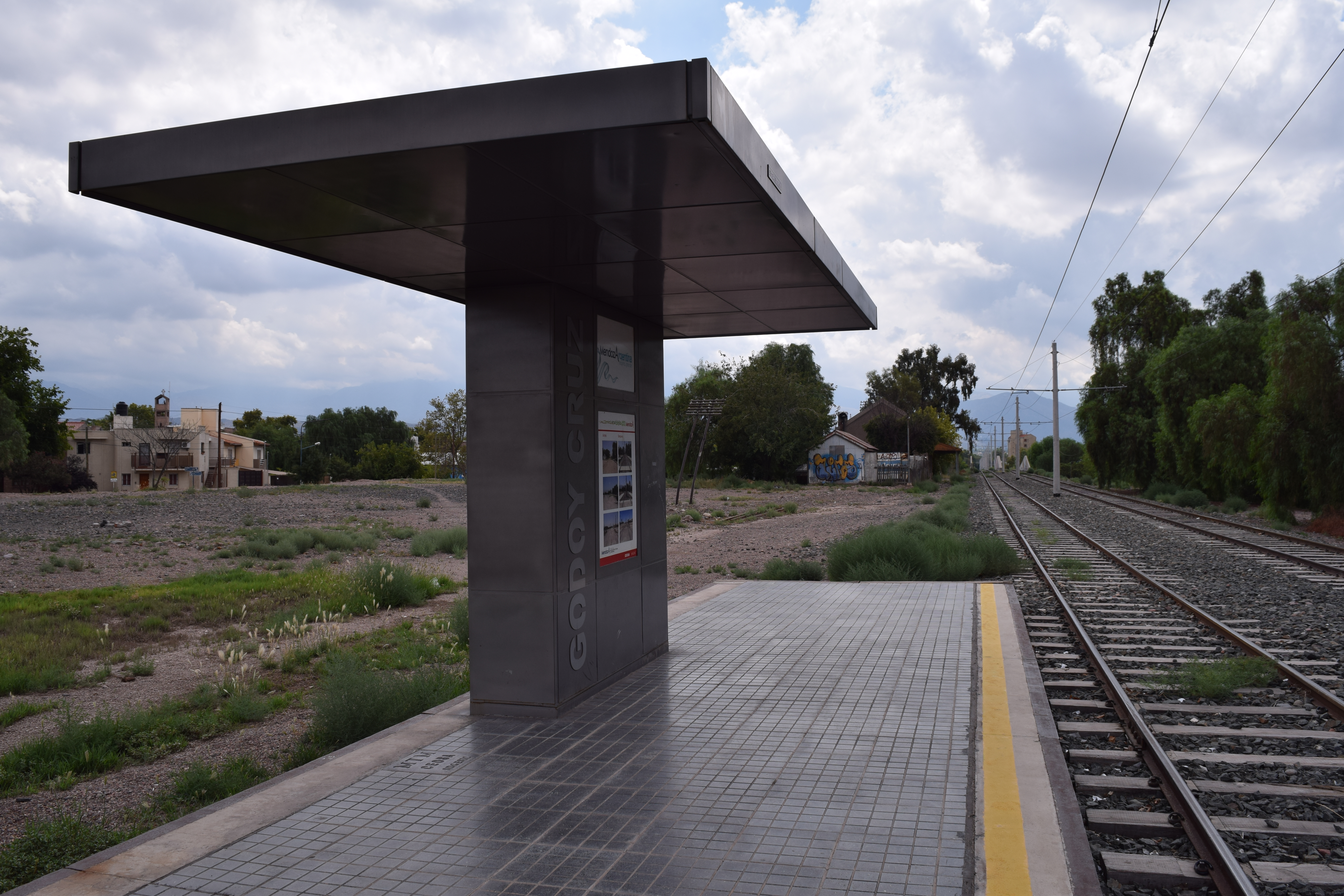
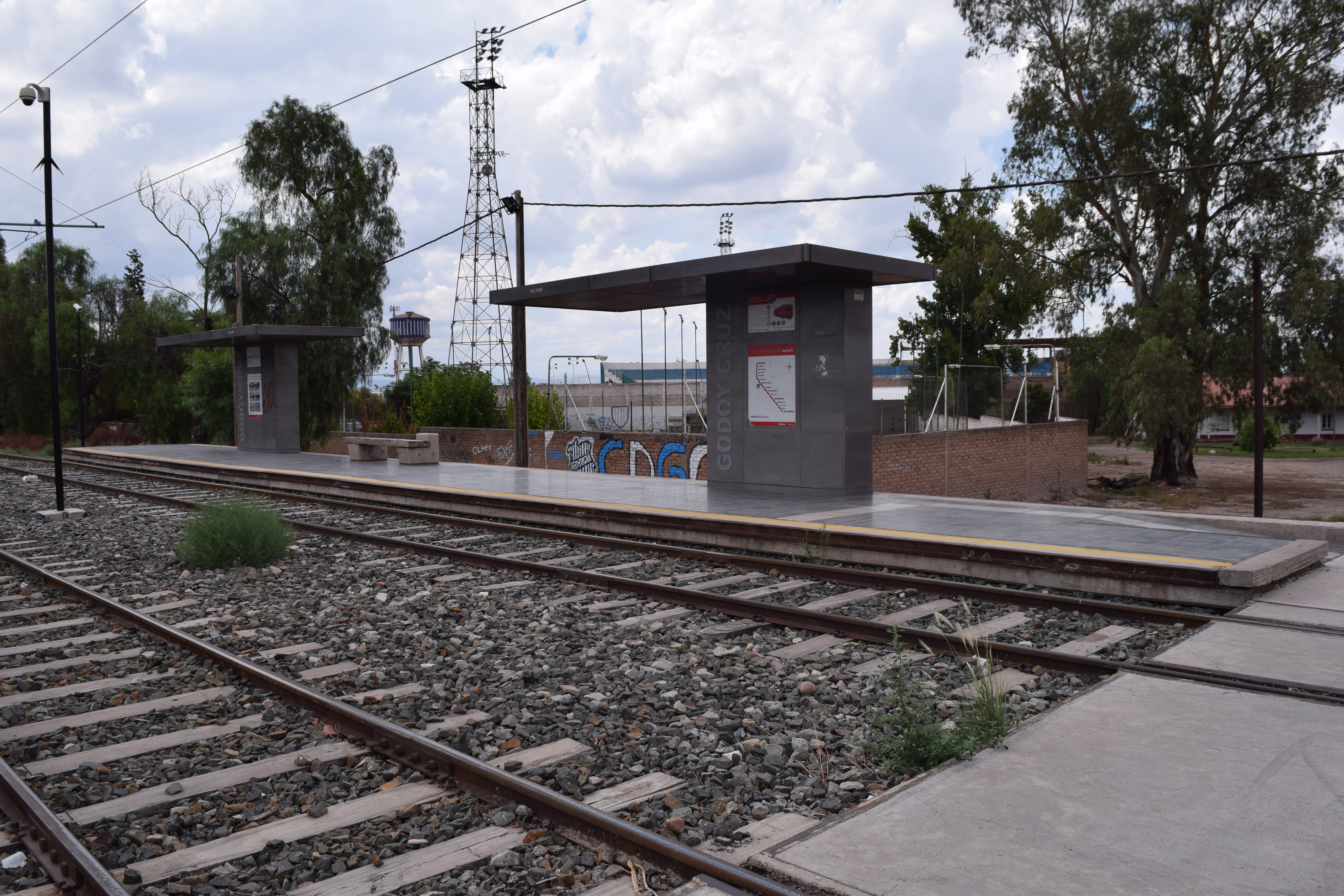
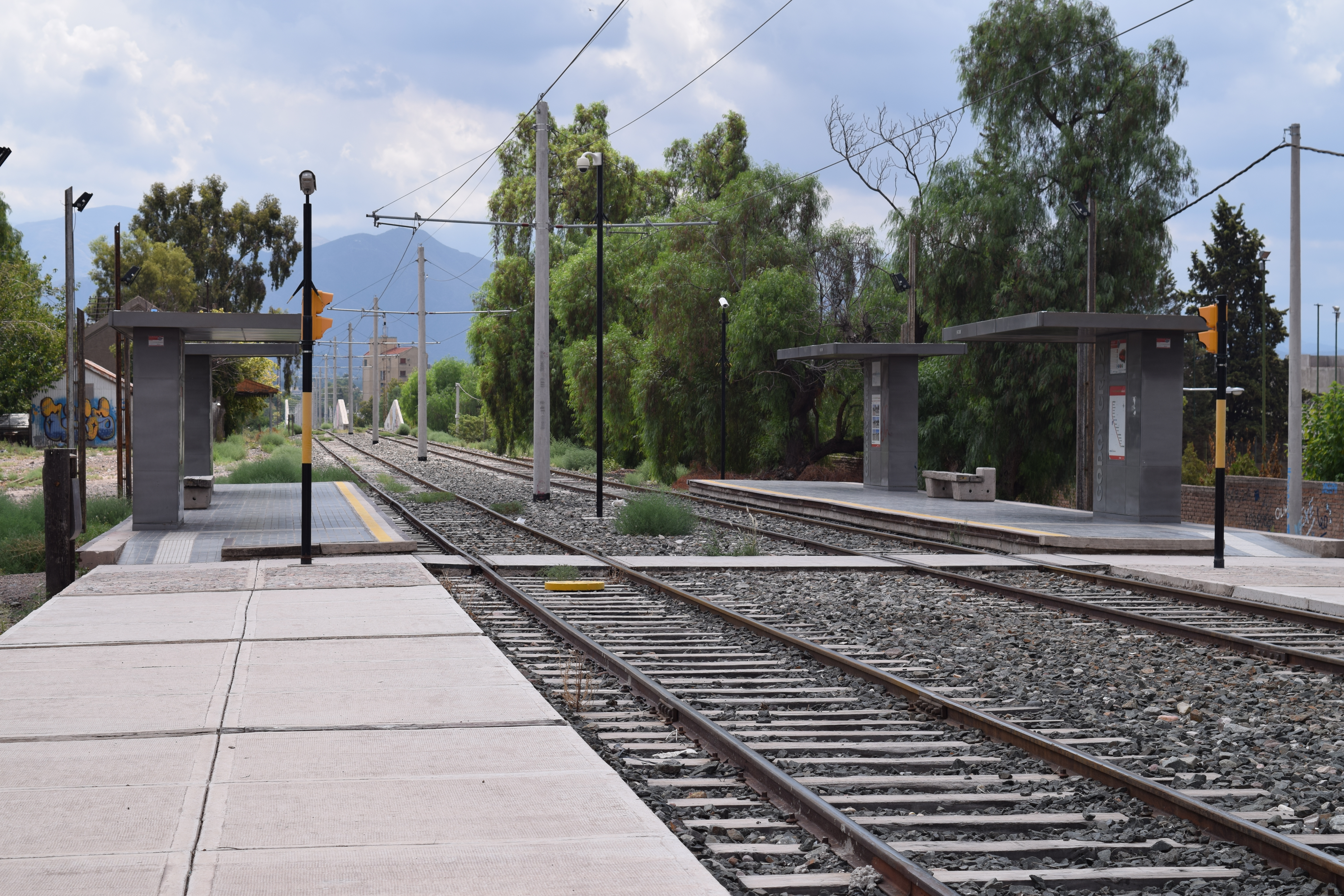
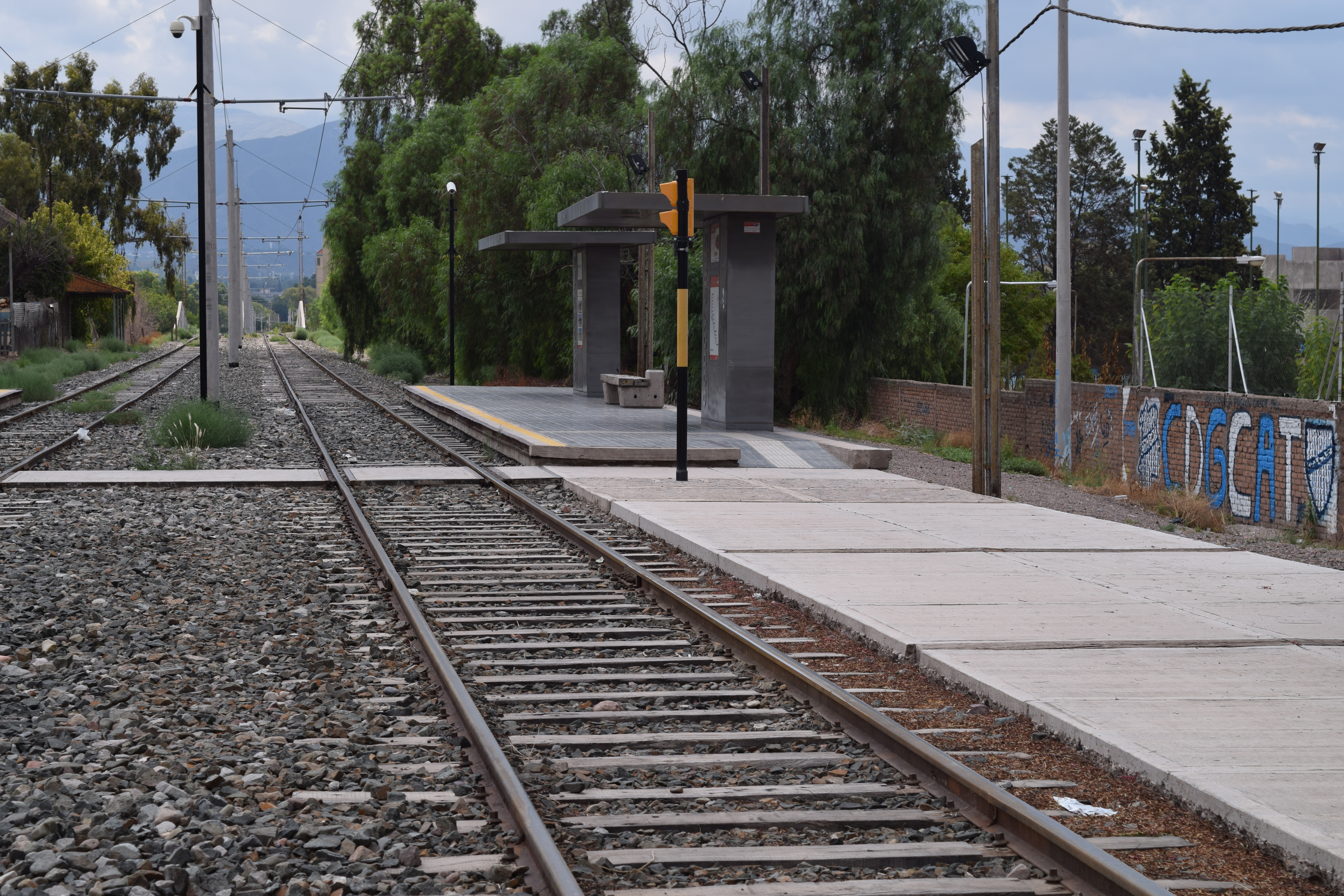
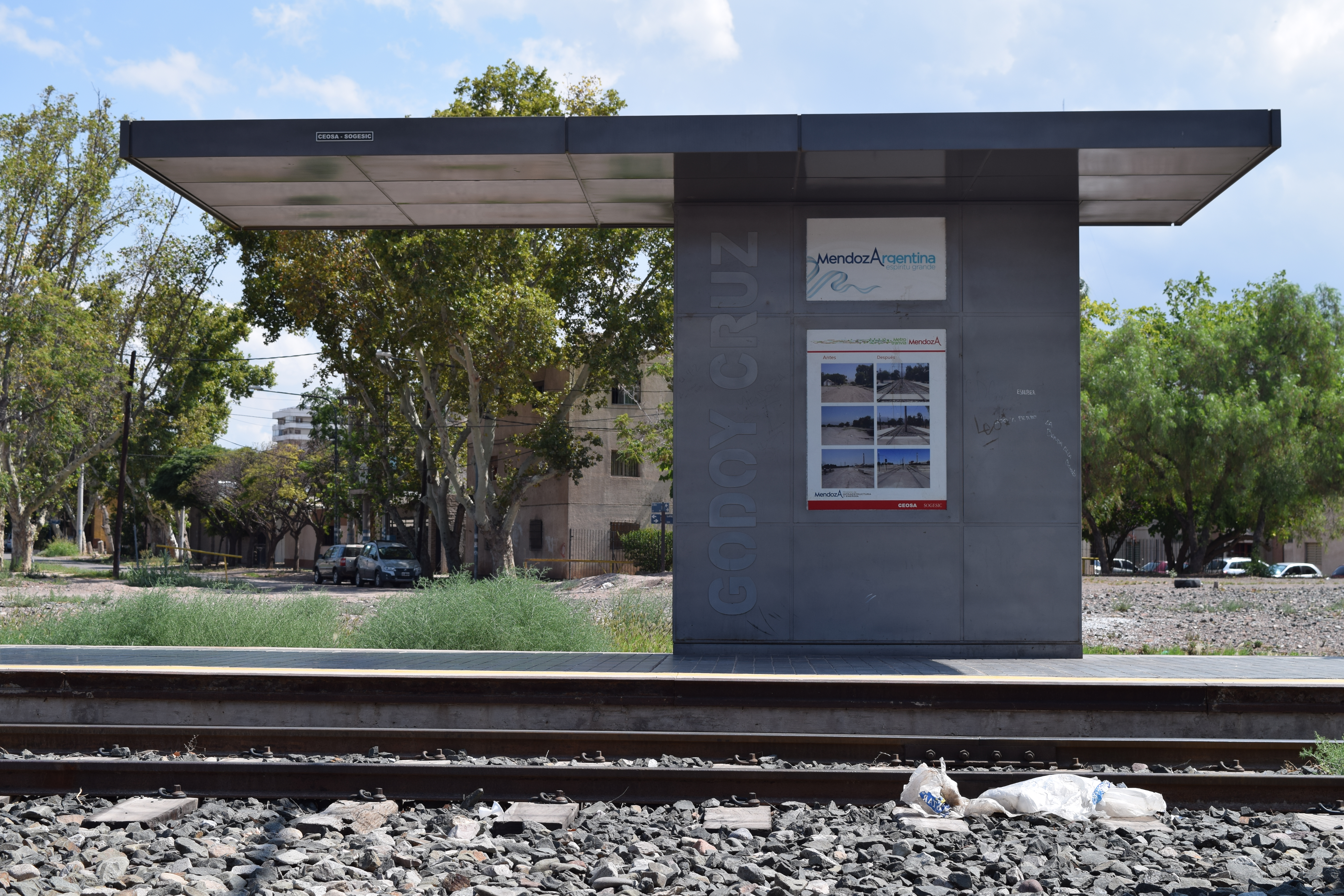